# Nebria fragilis
Nebria fragilis är en skalbaggsart som beskrevs av Thomas Casey. Nebria fragilis ingår i släktet Nebria och familjen jordlöpare. Inga underarter finns listade i Catalogue of Life.